# Acanthagrion vidua
Acanthagrion vidua – gatunek ważki z rodziny łątkowatych (Coenagrionidae). Występuje  w  Ameryce Południowej.